# Cuerpo Superior de Técnicos de la Administración de la Seguridad Social
El Cuerpo Superior de Técnicos de la Administración de la Seguridad Social -por sus siglas, TASS-, denominado también Cuerpo Superior Técnico de la Administración de la Seguridad Social, es un cuerpo de funcionarios perteneciente al grupo profesional A1 de la Administración General del Estado (el grupo más alto y con más responsabilidad dentro de la jerarquía organizativa del personal al servicio de las Administraciones Públicas). Este Cuerpo Superior de funcionarios tiene asignadas competencias directivas en la Administración de la Seguridad Social, pero a diferencia de otros cuerpos superiores con funciones de dirección como el de Administradores Civiles del Estado (también denominado anteriormente Cuerpo Superior de Técnicos de la Administración Civil - por sus siglas, TAC - ) que tienen funciones interministeriales,  los funcionarios del Cuerpo Técnico de la Seguridad Social en cambio suelen desempeñar sus funciones en el Ministerio de Trabajo, Migraciones y Seguridad Social, al tener un "plus de especialidad" en la materia del derecho laboral y de seguridad social. 
En definitiva puede decirse que los funcionarios pertenecientes al Cuerpo Superior Técnico de la Seguridad Social, "desempeñan funciones comunes de nivel superior, de dirección, coordinación, estudio y propuestas relativas a materias de seguridad social", comprendiendo esas materias en las que desarrolla su competencia este cuerpo directivo, tanto lo relativo a la recaudación de cotizaciones sociales como lo relativo a la gestión del gasto público derivado de las prestaciones del sistema, habida cuenta de que estos funcionarios prestan servicios tanto en la Tesorería General de la Seguridad Social (TGSS) como en el Instituto Nacional de la Seguridad Social (INSS) y resto de entidades gestoras y servicios comunes del sistema con un nivel de responsabilidad importante.
La remuneración de entrada de un funcionario recién ingresado al Cuerpo Superior Técnico de la Seguridad Social es de en torno a 40.000 euros anuales, debiendo tenerse presente que los funcionarios de la Administración de la Seguridad Social son uno de los colectivos que reciben un complemento de productividad más elevado de toda la Administración del Estado. No obstante a lo largo de su carrera los funcionarios de este cuerpo podrán progresar profesionalmente a través del concurso de méritos y de la libre designación (que son los sistemas ordinarios para asignar puestos de trabajo entre funcionarios), de manera que las retribuciones de estos empleados públicos tienden a aumentar progresivamente a lo largo de su carrera profesional, de hecho en algunos casos, siempre que lleguen a ocupar los puestos directivos del Departamento de Empleo y Seguridad Social pueden llegar a alcanzar un salario de entre 85.000 y 105.000 euros anuales o incluso cantidades superiores si logran desarrollar las funciones directivas en Mutuas Colaboradoras con la Seguridad Social.
Una vez recién ingresados al cuerpo, los destinos iniciales de estos funcionarios son variados de forma que ocupan puestos de responsabilidad como el de Director de una Administración de la Tesorería General de la Seguridad Social, Jefe de Unidad de Recaudación Ejecutiva, Inspector de Servicios, Asesor Técnico o Jefe de una Sección determinada en la TGSS o el INSS, principalmente en Madrid o en capitales de provincia. Se trata de puestos para los que se exigen competencias de dirección, coordinación de recursos humanos y especial responsabilidad. Según progresen en su carrera profesional, estos funcionarios pueden ocupar otros destinos de mayor responsabilidad como los cargos de Secretario Provincial , Director Provincial o Subdirector Provincial del INSS o TGSS o en los servicios centrales pueden ocupar puestos como los de Consejero Técnico, Subdirector general adjunto o Subdirector general, y en algunos casos pueden llegar a ser titulares de un centro directivo en su departamento tales como las direcciones generales, secretarías generales técnicas o subsecretarías. En algunos casos además pueden ocupar puestos de importancia en el extranjero en las representaciones de España ante organizaciones internacionales como la OIT, el Consejo de Europa o la Unión Europea.
En cuanto a la oposición para acceder a este cuerpo, se trata de un riguroso y exigente proceso selectivo que cuenta con un programa de 157 temas y 4 ejercicios eliminatarios conforme al esquema que se detalla a continuación:

## Programa
Aprobado en el BOE de 25 de diciembre de 2017.
- Teoría Política, Derecho Constitucional y Administración Pública (31 temas).
- Derecho Comunitario (6 temas).
- Derecho Civil (9 temas).
- Derecho Mercantil (7 temas).
- Hacienda Pública y Economía de la Seguridad Social (17 temas).

- Derecho de la Seguridad Social (50 temas).
- Derecho Administrativo (17 temas).
- Derecho del Trabajo (20 temas).

## Ejercicios
Primer ejercicio
Desarrollar por escrito dos preguntas sobre los temas comprendidos en la parte general y en desarrollar un tema a elegir entre dos propuestos por el Tribunal, relacionado con la parte específica del programa y susceptible de tratamiento multidisciplinar. Duración: 4 horas
Segundo ejercicio
Realización de una traducción directa, sin diccionario, de un texto propuesto por el Tribunal y un resumen de un texto en el idioma elegido (inglés o francés), que será leído en el examen. Duración: 1 hora y 30 minutos.
Tercer ejercicio
Consistirá en la resolución de un supuesto práctico relacionado con el grupo de materias específicas de Seguridad Social y posteriormente será leído ante el Tribunal. Duración: 4 horas.
Cuarto ejercicio
Exponer oralmente cuatro temas extraídos al azar en un tiempo máximo de 1 hora.